# Geely Icon
Le Geely Icon (ou ICON, chinois: 吉利 ICON) est un SUV multisegment compact produit par le constructeur automobile chinois Geely depuis le 24 février 2020.

## Histoire
La voiture a été présentée en tant que concept ICON SUV au Salon de l'automobile de Pékin. La voiture a été conçue dans l'atelier de Geely Design à Shanghai sous la direction du chef du design, Guy Burgoyne. L'Icon a été lancé via une plateforme de streaming en ligne au plus fort de la pandémie de Covid-19 en Chine. En réponse, la voiture a été mis en vente avec un "système de purification d'air intelligent" qui est revendiqué comme certifié N95. Il a été affirmé que cette fonctionnalité fonctionnait en tandem avec le climatiseur de l'Icon pour isoler et éliminer les éléments nocifs dans l'air de la cabine, y compris les bactéries et les virus.
La voiture est équipée de fonctions d'assistance au conducteur de niveau deux activées par 12 radars à ultrasons, un radar à ondes millimétriques et cinq caméras. L'Icon dispose d'un régulateur de vitesse actif, assistance au maintien dans la voie, freinage d'urgence autonome et reconnaissance des piétons, stationnement automatique avec un bouton et une caméra à 360 degrés. Geely Auto a reçu plus de 30 000 commandes dans les heures précédant son lancement grâce à la précommande en ligne,.